# Choryang-dong
Choryang-dong (koreanska: 초량동) är en stadsdel i staden Busan i den sydöstra delen av landet Sydkorea, 300 km sydost om huvudstaden Seoul.  Den ligger i stadsdistriktet Dong-gu. 
I Choryang-dong ligger Busans järnvägsstation.

## Indelning
Administrativt är Choryang-dong indelat i:
| Namn    | Namn                 | Yta i km² | Invånare 30 jun 2020 |
| ------- | -------------------- | --------- | -------------------- |
| 초량1동 | Choryang 1(il)-dong  | 0,26      | 4 852                |
| 초량2동 | Choryang 2(i)-dong   | 0,39      | 5 852                |
| 초량3동 | Choryang 3(sam)-dong | 1,27      | 11 108               |
| 초량6동 | Choryang 6(yuk)-dong | 1,34      | 6 481                |